# Apocephalus comosus
Apocephalus comosus är en tvåvingeart som beskrevs av Brown 2000. Apocephalus comosus ingår i släktet Apocephalus och familjen puckelflugor.
Artens utbredningsområde är Panama. Inga underarter finns listade i Catalogue of Life.